# Biblioteca reale (Danimarca)
La Biblioteca reale (in danese Det Kongelige Bibliotek) è la biblioteca nazionale della Danimarca. Si trova a Copenaghen. 
È tra le più grandi biblioteche del mondo e la più grande dei paesi nordici. Nel 2017 si è fusa con la Biblioteca statale e universitaria di Aarhus per formare una biblioteca nazionale combinata in cui la gestione è comune ma le sedi delle biblioteche separate a Copenaghen e Aarhus sono state mantenute.
Contiene numerosi tesori storici e vi è depositata una copia di tutte le opere stampate in Danimarca dal XVII secolo. Grazie alle ingenti donazioni in passato, la biblioteca conserva quasi tutte le opere a stampa danesi conosciute incluso il primo libro danese a stampa un breviario stampato nel 1482 da Johann Snell.
È la ISIL Registration Authority, ossia l'autorità internazionale per il coordinamento e la registrazione del codice ISIL.

## Storia
La biblioteca fu fondata nel 1647 dal re Federico III, che vi nomina il primo bibliotecario il 25 ottobre 1653. Il Re acquista tre importanti biblioteche private che sono riunite alla sua per formare il nucleo delle collezioni della Biblioteca Reale. Queste sono installate nel 1673 in un fabbricato di proprietà (gli attuali Archivi nazionali) e il deposito ufficiale è istituito nel 1697. Il pubblico è ammesso dal 1793.
Tuttavia, prima che la biblioteca nazionale venisse creata, esisteva già la biblioteca universitaria, fondata nel 1482. Questa è divisa nel 1938 tra il primo reparto e il secondo reparto, dedicato alla medicina e alla biologia.
Nel 1989 è stata fusa con la prestigiosa Biblioteca dell'Università di Copenaghen (fondata nel 1482). Nel 2005 è stata fusa con la Biblioteca nazionale danese per la scienza e la medicina, ora Biblioteca della facoltà di scienze naturali e della salute.
Nel 2008, l'Archivio del folclore danese è stato incluso nella Biblioteca reale.
Nel 2017 la Biblioteca si fonde con la Biblioteca di Stato di Aarhus, parte della Università locale, dove viene conservata, tra le altre cose, la Collezione di Ruben, per formare la Biblioteca reale di Danimarca.

## Materiali
Nel 2017, la Biblioteca Reale aveva 36.975.069 unità fisiche e 2.438.978 titoli elettronici.
Questi comprendono: libri, giornali, opuscoli, pubblicazioni aziendali, manoscritti e archivi, mappe, stampe e fotografie, spartiti musicali, documentazione di usi e costumi popolari, quattro copie elettroniche annuali dei siti Internet danesi tramite deposito legale.
La Biblioteca Reale acquisisce i libri danesi tramite deposito legale. Il patrimonio comprende quindi una collezione quasi completa di tutti i libri stampati danesi a partire dal 1482. Nel 2006, il deposito legale è stato esteso alle pubblicazioni elettroniche e ora la biblioteca raccoglie quattro copie elettroniche dei siti Internet danesi ogni anno. I libri danesi stampati prima del 1900 sono digitalizzati su richiesta e resi disponibili gratuitamente al pubblico.
La biblioteca custodisce anche un'ampia e significativa collezione di letteratura straniera e di antica letteratura scientifica, inclusi libri preziosi di alto valore e di importanza per la storia del libro, tra cui una rara copia della Bibbia di Gutenberg.

## La biblioteca oggi
Oggi la biblioteca reale si ripartisce su cinque siti:
- Il sito principale di Slotsholmen
- il Copenhagen harbour (all'interno del diamante nero)
- Fiolstræde, al centro di Copenaghen, specializzato in scienze sociali
- Amager, specializzato in scienze umanistiche
- Nørrebro, specializzato in biologia e medicina

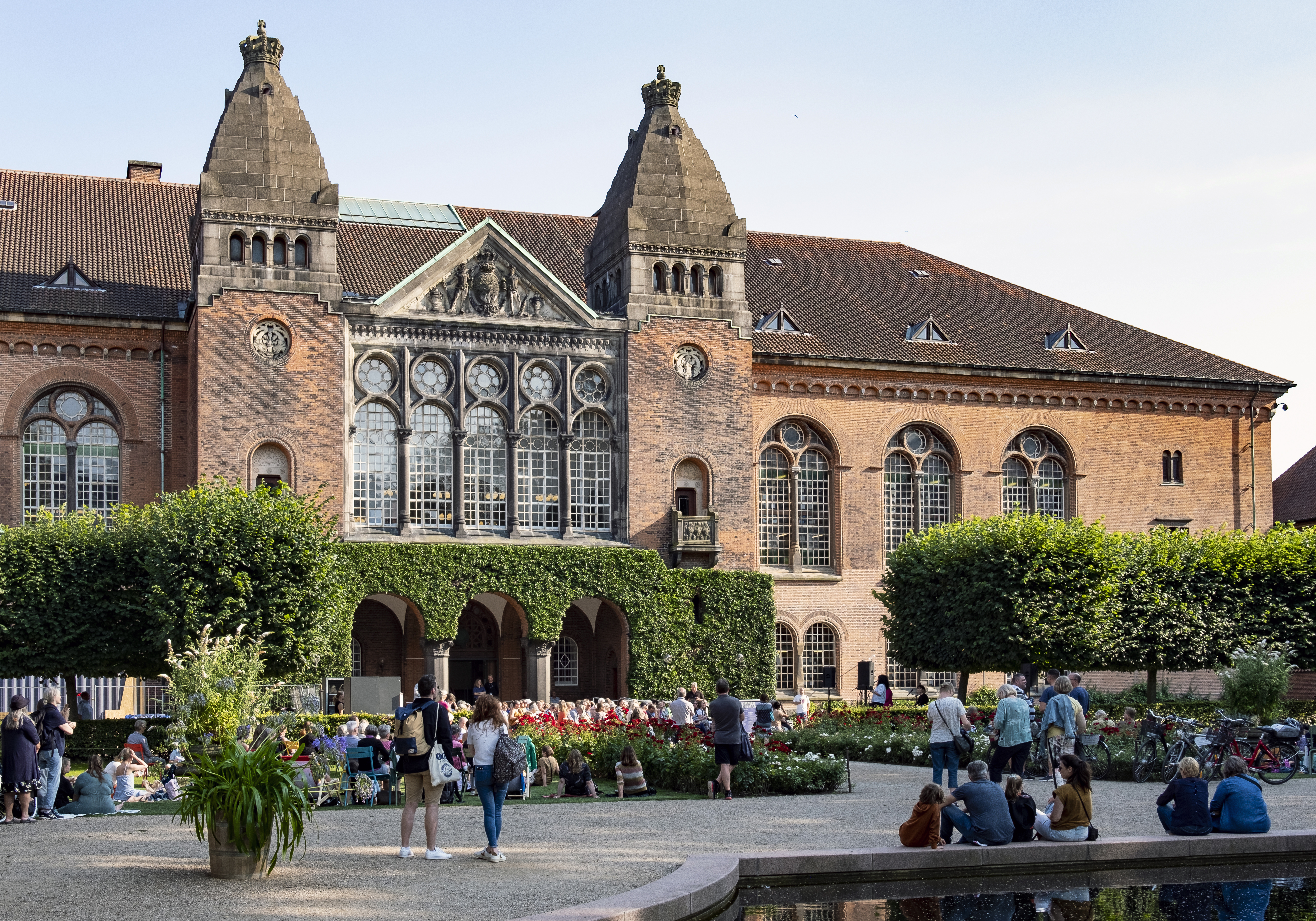
Il vecchio edificio (1906)

La biblioteca reale possiede una collezione di circa 4 600 000 libri e 6 000 manoscritti.
Il vecchio edificio di Slotsholmen è stato costruito nel 1906: si tratta di una copia della cappella della Cattedrale di Aquisgrana di Carlomagno.

## Il "diamante nero"
Il nuovo edificio, contiguo al primo, è stato aperto nel 1999: viene comunemente chiamato «diamante nero» (Den sorte diamant), a causa delle lastre di marmo nero e vetro affumicato che formano l'involucro esterno.
La superficie di tutto l'edificio è coperta da granito nero dello Zimbabwe, tagliato in Portogallo e lucidato in Italia. Esso copre il poligono imponente di un nero che cambia colore a seconda del tempo e dell'ora del giorno. I blocchi di granito da 75 kg ciascuno si estendono su una superficie complessiva di 2500 metri quadrati. Per quanto riguarda l'enorme finestra vetrata che taglia il «diamante» in due, si compone solo di vetro prodotto in Germania. Ognuna misura 6 metri di altezza e 2,4 m di larghezza.
Nel centro dell'edificio, un enorme atrio di 8 piani funge da ingresso e lucernario per l'intero edificio. A differenza dell'esterno, l'interno dell'atrio è completamente bianco. Ha balconi su ogni piano, formando onde che si incontrano in ogni lato dello spazio. Le scale mobili permettono di accedere a tutte le parti dell'edificio attraverso l'atrio in tutta la sua larghezza, mentre i ponti tagliano lo spazio in più punti.
Questa estensione della Biblioteca Reale è separata dalla costruzione originale da una strada piuttosto trafficata. Tuttavia, tre corridoi collegano le due parti dell'edificio sopra la strada. Due si trovano in alto e sono riservati al personale, mentre il più grande si trova nell'estensione dell'atrio. Si parla della biblioteca anche nel libro di geografia generale di Adriano Balbi.